# Champagne-sur-Loue
Champagne-sur-Loue är en kommun i departementet Jura i regionen Bourgogne-Franche-Comté i östra Frankrike. Kommunen ligger i kantonen Villers-Farlay som tillhör arrondissementet Dole. År 2022 hade Champagne-sur-Loue 121 invånare.

## Befolkningsutveckling
Antalet invånare i kommunen Champagne-sur-Loue
Referens:INSEE